# Dorfkirche Krüden

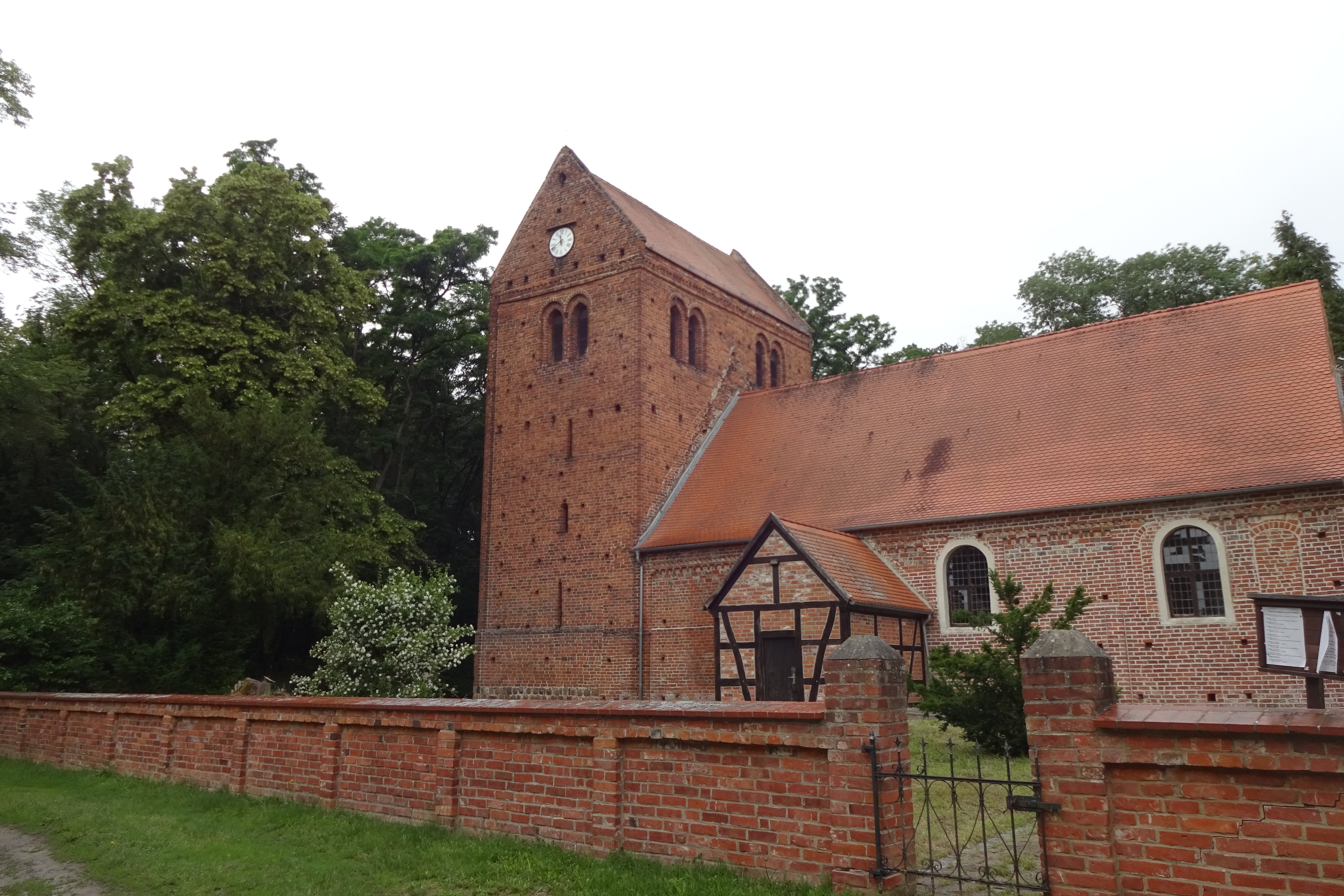
Dorfkirche Krüden

Die evangelische Dorfkirche Krüden ist eine spätromanische Saalkirche aus Backstein im Ortsteil Krüden der Gemeinde Aland im Landkreis Stendal in Sachsen-Anhalt. Sie gehört zum Pfarrbereich Beuster im Kirchenkreis Stendal der Evangelischen Kirche in Mitteldeutschland.

## Geschichte und Architektur
Die Dorfkirche Krüden wurde als großes, spätromanisches Backsteinbauwerk in der ersten Hälfte des 13. Jahrhunderts errichtet. Sie besteht aus einem mächtigen, querrechteckigen Westturm, einem Schiff von gleicher Breite und einem eingezogenen quadratischen Chor. Der Turm auf einem Sockel aus Feldsteinen und das Schiff sind auffallend breit ausgeführt und mit Lisenen, Konsolen- und Zahnschnittfriesen gegliedert. Der Turm ist mit gekuppelten, spitzbogigen Klangarkaden ausgestattet; an der Ostseite ist das ursprüngliche Schiffsdach noch in Abbruchspuren zu erkennen.
Das Schiff wird von der Südseite durch ein abgetrepptes rundbogiges Portal erschlossen, das Nordportal ist vermauert. Die romanischen Fenster wurden im 17. Jahrhundert verändert; ihre ursprüngliche Form ist teils noch erkennbar. Der Chor wurde gegen Ende des 19. Jahrhunderts weitgehend erneuert. An der Nordseite wurde im 13. Jahrhundert eine Sakristei angebaut, die mit einem zweijochigen Kreuzrippengewölbe des 13. Jahrhunderts abgeschlossen ist. An der Südseite findet sich ein barocker Anbau in Fachwerk mit der ehemaligen Patronatsloge und dem darunter befindlichen Erbbegräbnis. Von 1606 bis 1919 hatte die Familie von Jagow das Patronat inne.
Das Innere ist flach gedeckt; die Turmhalle war einst mit dem Schiff durch zwei rundbogige Öffnungen verbunden.
Im Chor steht an der Nordseite ein Gedenkstein aus Sandstein mit der Inschrift:

„Thomas Günther Friedrich von Jagow. Major und Commandeur eines Battaillons im 1ten Elb=Landwehr=Inf=Regiment geb. 1777 fiel in der Schlacht bei Ligny am 16. Juny 1815“

## Ausstattung
Das Hauptstück der Ausstattung ist ein barocker Altaraufsatz aus der Zeit 1710/1712, der aus einer Ädikula mit gesprengtem Giebel besteht und mit seitlichen Pilastern gegliedert ist, die durch die Bemalung als Spiralsäulen gedeutet werden. Im Mittelbild ist eine Inschrift zu sehen; die gemalten Darstellungen des Kruzifixus und des Abendmahls sind vignettenhaft verknappt. Die Malereien sind den Altarbildern in Bertkow, Stapel und Wollenrade verwandt, das Schleierwerk der Wangen ist dem in der Kirche zu Wendemark ähnlich. Die barocke Kanzel ist auf das Jahr 1684 datiert. Ein kelchförmiger achteckiger Taufstein gehört dem Anfang des 16. Jahrhunderts an.
Das Orgelwerk ist ein Geschenk von Friedrich Wilhelm III. Das Gehäuse ist später erneuert worden.
Am eichenen Glockenstuhl hingen ursprünglich zwei Glocken. Die Glocke von 1777, gegossen von Christoph Behrens in Salzwedel, wurde im Ersten Weltkrieg abgegeben. Die andere Bronzeglocke aus dem Jahr 1579 hat einen Durchmesser von 1,18 Metern. An der Haube ist eine zweizeilige Inschrift in gotischen Minuskeln erhalten. Die Worte sind getrennt durch kleine Reliefs, Engel, Brakteaten und Weintrauben:

“anno · m ccccc · lxxix · nicolavs bock · pastor kersten · nachtegall · ioachim gise · m · iacobiel · sinckthoglb (sic) · bernhardvs · passio tva · domine iesv · christe vitimvm · est refvgivm et · singvlare · remedivm · nostrvm”